# Têt (rzeka)
Têt (kat. Tet) – rzeka w regionie Roussillon, w departamencie Pireneje Wschodnie, w południowej Francji. Wypływa ze zboczy szczytu Pic Corlit w Pirenejach, a uchodzi do Morza Śródziemnego w okolicach Perpignan (katal. Perpinyà).